# Anères
Anères ist eine französische Gemeinde mit 168 Einwohnern (Stand 1. Januar 2022) im Département Hautes-Pyrénées in der Region Okzitanien (vor 2016: Midi-Pyrénées). Sie gehört zum Arrondissement Bagnères-de-Bigorre und zum Kanton La Vallée de la Barousse.
Die Einwohner werden Anéresiens und Anéresiennes genannt.

## Geographie
Anères liegt am Fuß der Pyrenäen, elf Kilometer südöstlich von Lannemezan in der historischen Provinz Nébouzan.
Umgeben wird Anères von den fünf Nachbargemeinden:
| Tuzaguet |                                             |                        |
|          | Kompassrose, die auf Nachbargemeinden zeigt | Saint-Laurent-de-Neste |
| Bizous   | Hautaget                                    | Nestier                |

Anères liegt im Einzugsgebiet des Flusses Garonne.
Die Neste ist ein Nebenfluss der Garonne und durchquert das Gebiet der Gemeinde zusammen mit ihrem Nebenfluss, dem Ruisseau de la Torte, hier auch Ruisseau du Vivier genannt, und dessen Nebenfluss, dem Ruisseau du Fourquet.

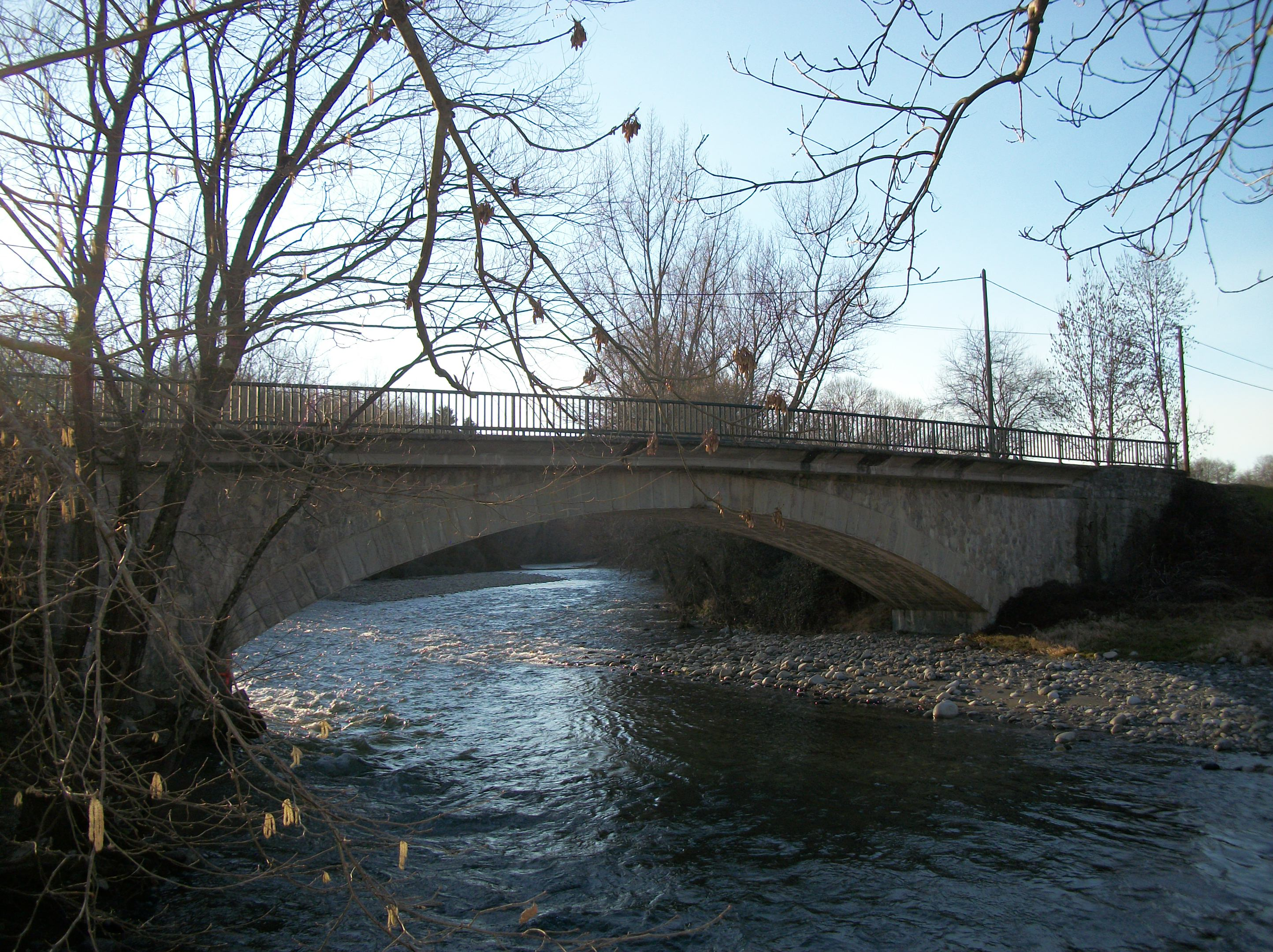
Brücke über die Neste

## Geschichte
Es gab in der Vergangenheit von Anères zwei Zeiträume mit besonderen wirtschaftlichen Tätigkeiten. Bis zum Ende des 19. Jahrhunderts wurde Marmor von lokalen Arbeitern und Steinhauern aus Bagnères-de-Bigorre. Es gab zwei Spinnereien von Leinen und Hanf, Webwerkstätten, bevor zu Beginn des 20. Jahrhunderts Werkstätten zur Herstellung von Trikotagen hinzukamen. Mahr als 75 Webstühle waren auf die Einwohner in den Jahren 1925 bis 1930 verteilt.

## Toponymie
Der okzitanische Name der Gemeinde heißt Aneras. Er stammt vermutlich vom lateinischen Anerias (= Die Anwesen des Aner). Der Spitzname der Gemeinde lautet Eths arreborits (deutsch die Wiedergekochten) im Sinne von „die Schlauen“.
Toponyme und Erwähnungen von Anères waren:
- De Aneriis (1387, Kirchenregister des Comminges),
- Aneres (1750, 1793 und 1801, Karte von Cassini, Notice Communale bzw. Bulletin des lois).[4][5][6]

## Einwohnerentwicklung
Nach Beginn der Aufzeichnungen stieg die Einwohnerzahl bis zur Mitte des 19. Jahrhunderts auf einen Höchststand von rund 500. In der Folgezeit sank die Größe der Gemeinde bei kurzen Erholungsphasen bis zu den 1960er Jahren auf ein Niveau von rund 150 Einwohnern. Mit der Jahrtausendwende erfolgte eine kurze Wachstumsphase, die die Einwohnerzahl auf ein etwas höheres Niveau von rund 180 hob, das bis heute gehalten wird.
| Jahr      | 1962 | 1968 | 1975 | 1982 | 1990 | 1999 | 2006 | 2011 | 2022 |
| --------- | ---- | ---- | ---- | ---- | ---- | ---- | ---- | ---- | ---- |
| Einwohner | 158  | 152  | 159  | 140  | 156  | 147  | 176  | 183  | 168  |

## Sehenswürdigkeiten

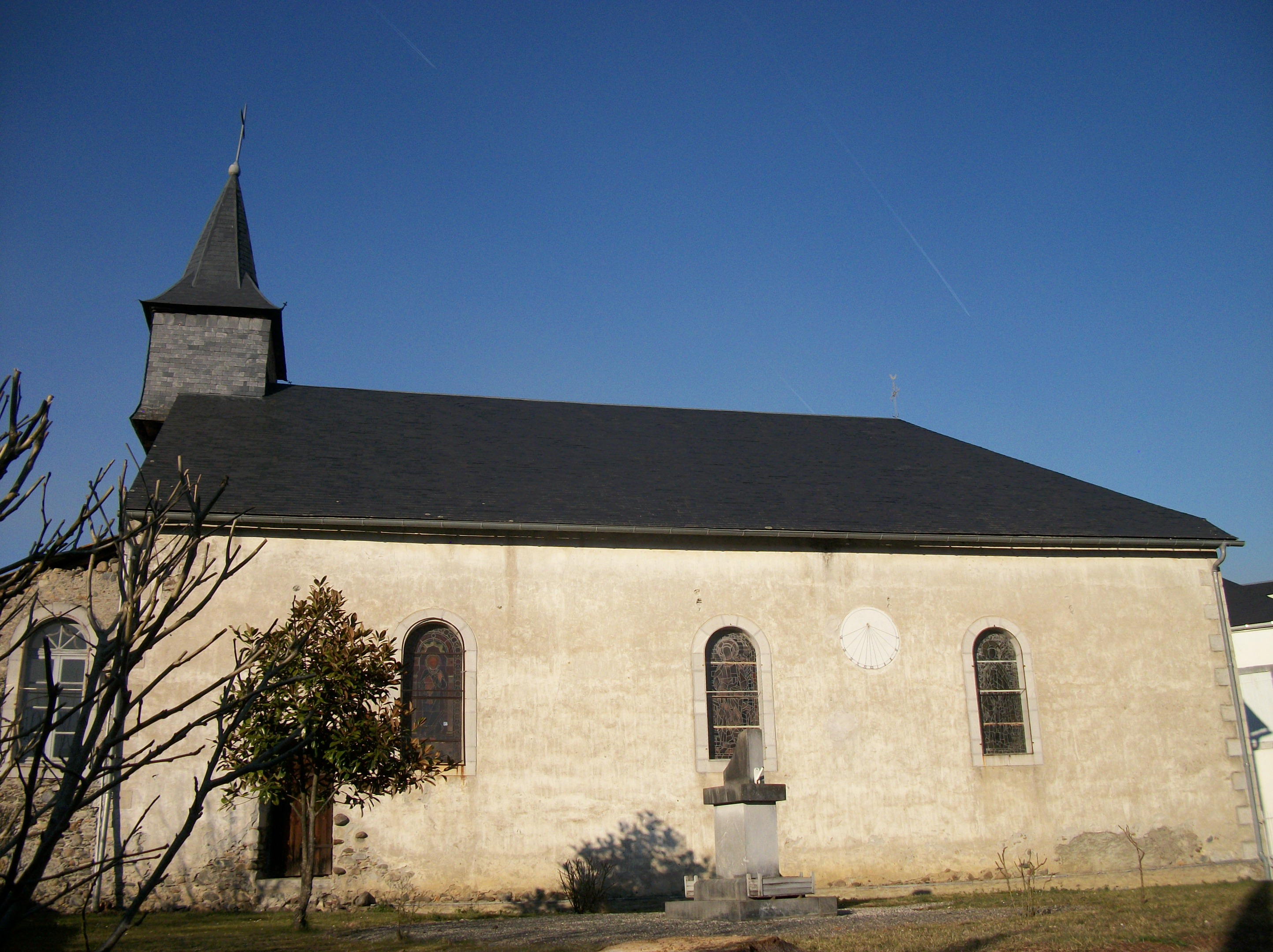
Pfarrkirche Saint-Pierre
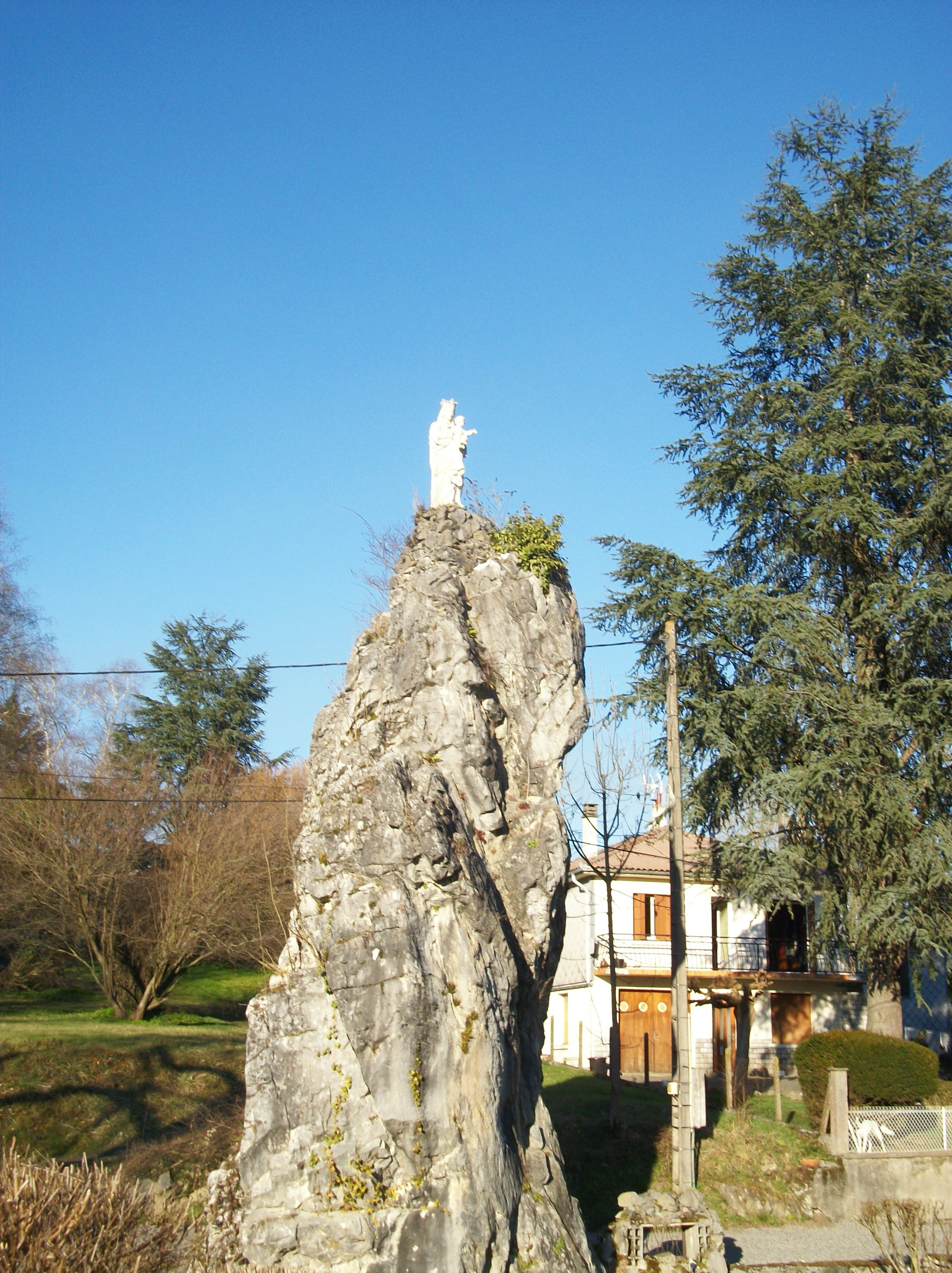
Felsen der Jungfrau

### Pfarrkirche Saint-Pierre
Sie birgt zahlreiche Statuen und Gemälde aus dem 17. und dem 18. Jahrhundert. Bemerkenswert ist ein großes Gemälde aus dem 17. Jahrhundert mit der Darstellung der Kreuzigung Jesu, ein Weihwasserbecken aus dem 17. Jahrhundert und alte Glasfenster.

### Felsen der Jungfrau (Le rocher de la Vierge)
Der Felsen mit einer Marienstatue mit Jesuskind auf seiner Spitze befindet sich am Flussufer an einem steinigen Weg. Über seinen Ursprung gibt es bis heute keine genaue Erklärung.

## Wirtschaft und Infrastruktur

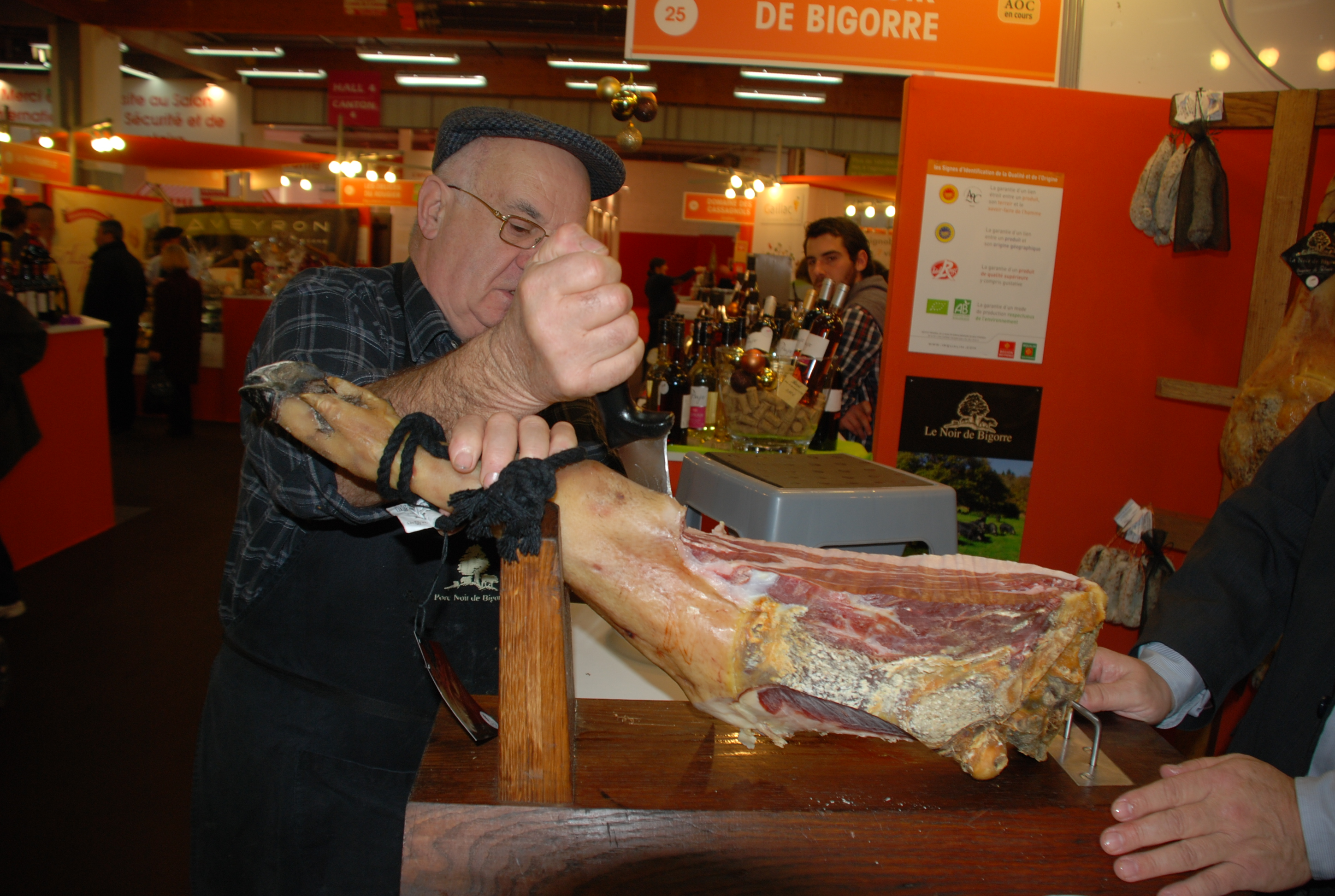
Noir de Bigorre-Schinken

Anères liegt in den Zonen AOC der Schweinerasse Porc noir de Bigorre und des Schinkens Jambon noir de Bigorre.

### Verkehr
Anères ist erreichbar über die Routes départementales 26 und 938, die ehemalige Route nationale 638.